# تعشرالركبان (حرض)

تعديل مصدري - تعديل

تعشرالركبان هي إحدى قرى عزلة الفج بمديرية حرض التابعة لمحافظة حجة، بلغ تعداد سكانها 309 نسمة حسب تعداد اليمن لعام 2004.